# Dubočica (Bośnia i Hercegowina)
Dubočica (cyr. Дубочица) – wieś w Bośni i Hercegowinie, w Republice Serbskiej, w gminie Ljubinje. W 2013 roku liczyła 116 mieszkańców.